# Mapiranje ventrikularne tahikardije
Mapiranje ventrikularne tahikardije (akronim VT) su metode u elektrokardiografiji koja su se značajno razvile u posljednje dve decenije 21. veka. Ovaj pregled razmatra tehnike mapiranja koje mogu pomoći kod primene ablacije kod pacijenata sa VT.

## Osnovne  informacije
Ventrikularna tahikardija (VT) je poremećaj srčanog ritma čija je frekfencija veća od 100/min. Najčešće se javlja kod pacijenata koji imaju strukturnu bolest srca, a povezana je s povećanim rizikom od
iznenadne srčane smrti. Poznat je i idiopatski oblik koji se javlja na strukturno zdravom srcu.  
Gledajući etiološki ishemijska bolest srca svakako je najčešći uzrok nastanka VT. S obzirom na izgled QRS kompleksa razlikujemo monomorfni i polimorfni oblik. Tri glavna simptoma kojima se prikazuju pacijenti i koji nameću dalju obradu jesu 
- palpitacije,
- presinkopa,
- sinkopa.

Primene 12-kanalnog EKG prva je neinvazivna dijagnostička metoda u evaluaciji odnosno mapiranju
ovog poremećaja, a na raspolaganju su vremenom nastale i ostale neinvazivne i invazivne metode. 
Kod pojava VT treba tražiti etiološku podlogu nastanka aritmije kako bi se što bolje mogli lečiti  bolesnici.
Današnja terapija VT-a uključuje:
- medikamentoznu terapiju antiaritmijskim lekovima,
- nefarmakološke mere (ugradnje kardioverterskog-defibrilatora, katetersku i hiruršku ablaciju). Odgovarajuća terapija može značajno poboljšati prognozu u odabranih pacijenata. Uz zbrinjavanje akutno nastale ventrikularne tahikardije, važno je sprečiti njeno ponovno javljanje i time smanjiti rizik od iznenadne srčane smrti.

Razvoj trodimenzionalnih sistema mapiranja danas omogućava precizniju, na anatomskoj lokalizaciji zasnovanu linearnu ablaciju kod pacijenata sa loše podnošljivom ali jednoličnom VT. Uprkos ovom napretku, još uvek postoji oko 10-20% VT koji se ne mogu uspešno ukloniti dosadašnjim tehnikama, posebno kod pacijenata sa strukturnim bolestima srca.
Druga nedavna dostignuća, poput perkutane tehnike mapiranja epikarda kod zatvorenog grudnog koša i tehnologije katetera za ablaciju ohlađenog vrha, mogu poboljšati mapiranje i uspešnu ablaciju VT.

## EKG u mapiranju VT
Prva dijagnostička metoda u mapiranju VT svakako je nezaobilazni 12-kanalni EKG u mirovanju, iako su danas na raspolaganju i testovi opterećenja, ali i mogućnost snimanja kontinuiranog EKG-a (poznat i kao Holter EKG).
Elektrokardiogram (EKG) ostaje vitalna komponenta mapiranja VT i može pomoći u identifikaciji mesta u komorama srca u kojima nastaje VT. Međutim, na morfologiju EKG kod VT utiče orijentacija srca i mesto ožiljka. U tom smislu mapiranje aktivacije tokom VT važna je tehnika koja može pomoći u preciznijoj lokalizaciji proromena. Pri tome je potrebno paziti da se mali signali ne zanemaruju kao i da se signali udaljenog polja pravilno prepoznaju.

## Slikovne metode u mapiranju VT
Od slikovnih dijagnostičkih metoda na raspolaganju su ehokardiografija, magnetna rezonanca
srca i CT. 
Ehokardiografija
U poređenju sa MR-om i CT-om, ehokardiografija je svakako najčešće korišćena slikovna dijagnostička metoda (lako dostupna i najjeftinija). 
ESC smernice preporučuju korišćenje ehokardiografije kod pacijenata sa visokim rizikom od pojave aritmije i iznenadne srčane smrti i to kod onih sa dilatirajućom, hipertrofijskom kardiomiopatijom i desnostranom ventrikularnom displazijom, zatim kod pacijenata koji su preboleli srčani udar i onih sa naslednim poremećajima. Osim slikovnog prikaza srčanih struktura ehokardiografija omogućuje i hemodinamska ispitivanja primenom Doplerovog učinka.
Magnetna rezonanca srca (MR)
MR srca daje niz morfoloških i funkcionalnih  procena na srčanom mišiću,. Time je omogućen uvid u veličinu leve i desne komore, pokretljivost zida, merenje udarnog volumena i ejekcijske frakcije. Sposobnost karakterizacije miokardijalnog tkiva, masnog i fibroznog supstrata pokazala se kao odličan prediktor mogućeg VT i iznenadne srčane smrti. 
Magnetna rezonancija srca je od važnosti kod pacijenata kod kojih postoji sumnja na ARVD/C.  Takođe je od značaja u proceni zahvaćenosti miokarda infiltrativnim bolestima kao što je sarkoidoza. 
Iako je ehokardiografija odlična metoda u oceni kardiomiopatija one su danas sve više interes dijagnostike uz pomoć MR-a.
SPECT i PET-CT srca
Poremećaji perfuzije miokarda, područja ožiljka nakon srčanog udara kao i zona oko ožiljka kao i značaj simpatičke inervacije miokarda danas su vizualizirane nuklearnim tehnikama poput SPECT-a i
PET-CT-a. Nakon infarkta formira se ožiljak okružen mešanom zonom provodljivog i ne
provodljivog fibroznog tkiva. Rezultat toga jesu kružne aritmije poput VT. Tu leži važnost
ovih tehnika jer one omogućavaju dobru lokalizaciju porekla aritmije što je od
izuzetne važnosti u ciljanom lečenju istih ablacionim tehnikama.
Genetsko testiranje
I poslednja, ali ne manje važna neinvazivna dijagnostička metoda je genetsko testiranje.
Genetsko testiranje se danas koristi za određene nasledne sindrome poput sindroma produženog QT intervala, Brugada sindroma i ARVD-a. Takvo testiranje treba predstavljati dopunu svim ostalim dijagnostičkim metodama, a pozitivan nalaz može biti značajan prediktor aritmije i iznenadne srčane smrti.

## Ostale metode mapiranja VT
Mapiranje tempa za oponašanje VT je još jedan način za mapiranje mesta izlaza za reentrantni VT zasnovan na ožiljcima ili mestu porekla aktiviranog i automatskog VT u odsustvu strukturne bolesti srca. Za ovu grupu VT, ova tehnika se široko koristi u određivanju mesta ablacije. Takom mapiranja važno je osigurati potpuno EKG podudaranje mape (12 od 12 odvoda) sa kliničkom aritmijom kod ovih pacijenata.